# Czerwonka trzynastokropka
Czerwonka trzynastokropka (Hippodamia tredecimpunctata) – gatunek chrząszcza z rodziny biedronkowatych. Zamieszkuje niemal całe państwo holarktyczne. Żeruje na mszycach. Preferuje siedliska wilgotne, ale zimuje również w tych suchszych.

## Taksonomia
Gatunek ten opisany został po raz pierwszy w 1758 roku przez Karola Linneusza pod nazwą Coccinella tredecimpunctata. W rodzaju Hippodamia umieszczony został po raz pierwszy w 1837 roku przez Louisa A.A. Chevrolata w publikacji współautorstwa Pierre’a F.M.A. Dejeana, natomiast formalnego wyznaczenia go gatunkiem typowym tegoż rodzaju dokonał w 1873 roku George Robert Crotch. W obrębie gatunku wyróżnia się dwa podgatunki:
- Hippodamia tredecimpunctata tibialis (Say, 1824) – kraina nearktyczna
- Hippodamia tredecimpunctata tredecimpunctata (Linnaeus, 1758) – pozostała część zasięgu

## Morfologia

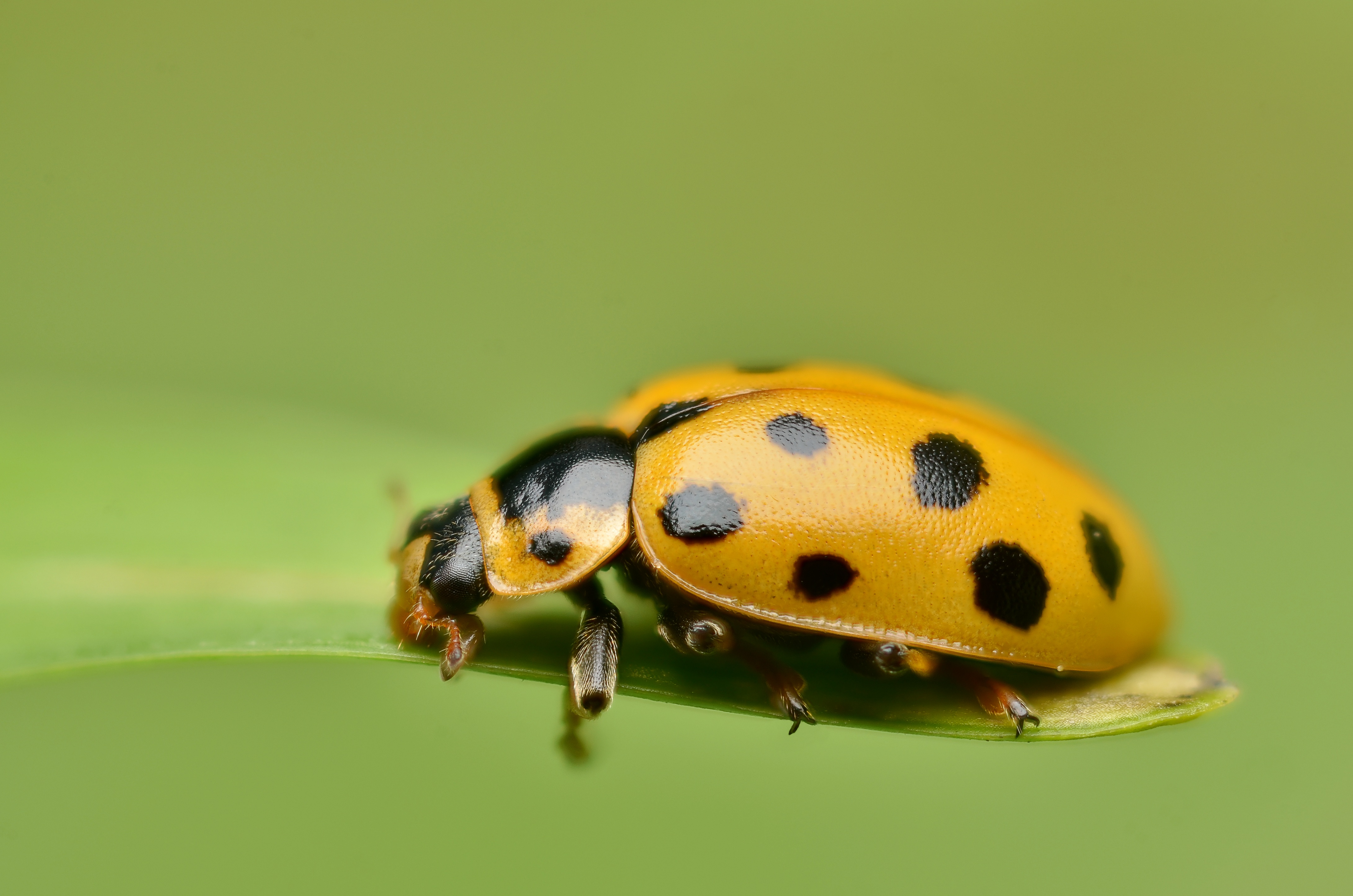
Imago z boku

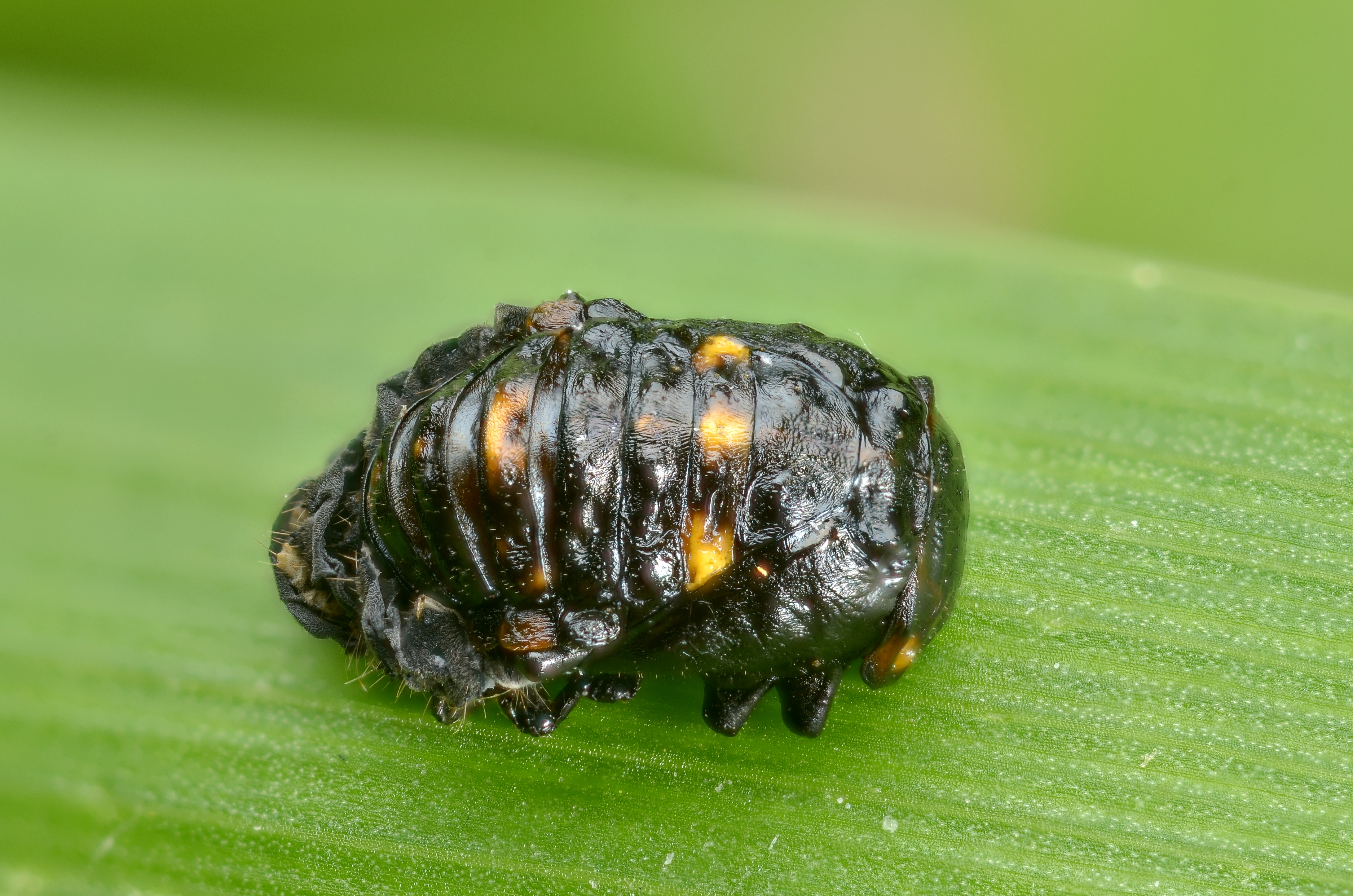
Poczwarka

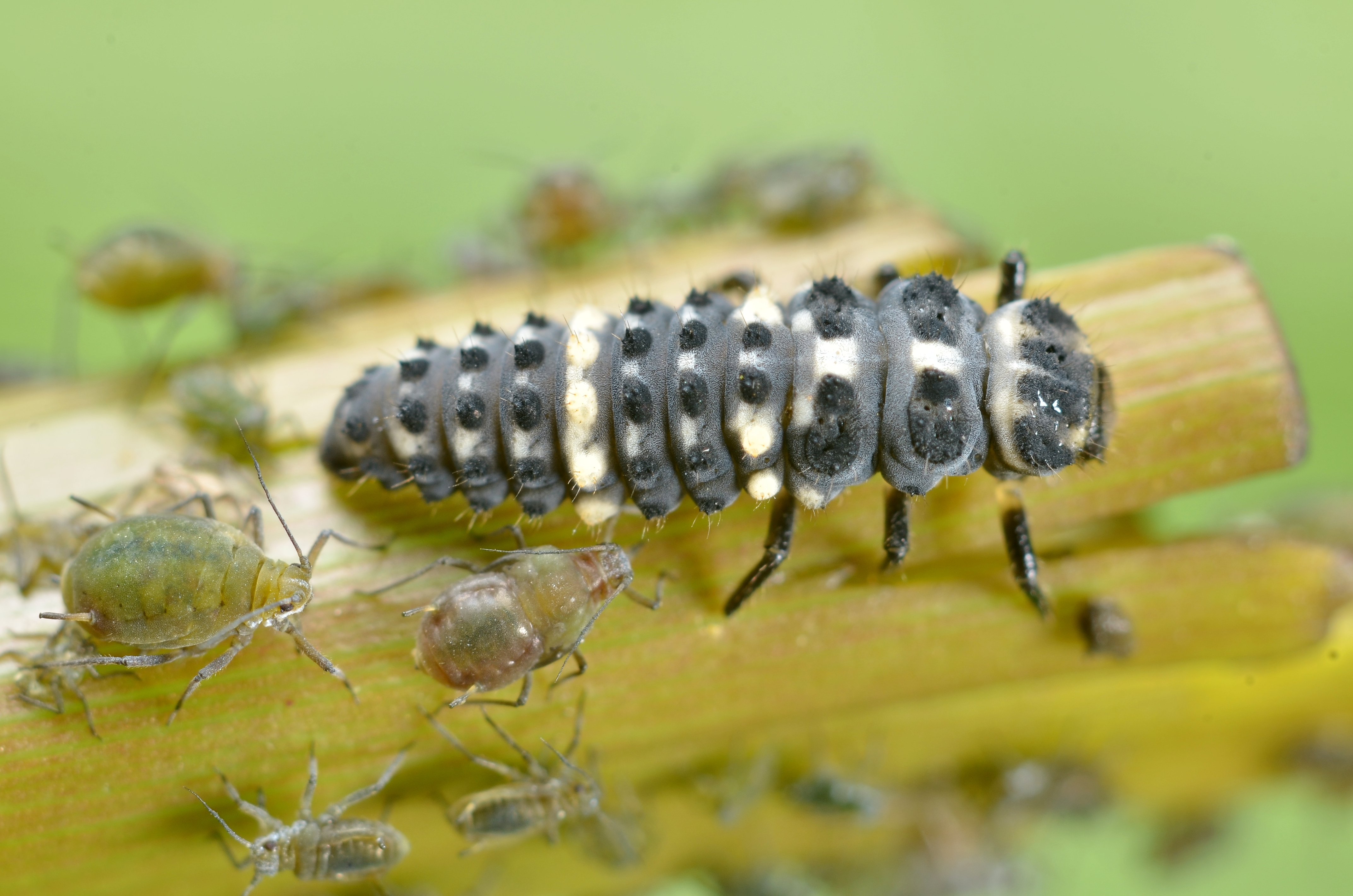
Larwa

Chrząszcz o lekko wydłużonym i grzbietobrzusznie spłaszczonym, owalnym w zarysie ciele o długości od 4,5 do 7 mm i szerokości od 2,65 do 3,85 mm. Głowa jest czarna z żółtawobrunatnym czołem. Przedplecze ma na żółtym tle dużą czarną plamę środkową oraz parę czarnych kropek bocznych, często połączonych z plamą środkową. Czarna plama środkowa zawsze dochodzi do brzegu tylnego, natomiast brzeg przedni może pozostawać żółty lub być przez nią częściowo zajęty. Krawędź przednia przedplecza jest zwykle prawie prosta, a jeśli ma wcięcia to są one znacznie słabiej zaznaczone niż u H. septemmaculata. Pokrywy mają na żółtym, pomarańczowym lub czerwonym tle czarny wzór, typowo złożony z trzynastu kropek, jednak kropki te mogą się łączyć po dwie lub więcej w większe plamy, czasem rozlewające się na całe pokrywy, mogą też one zanikać pozostawiając pokrywy nawet zupełnie pozbawionymi nakrapiania. Przedpiersie swoją największą szerokość osiąga pośrodku długości. Linie udowe (zabiodrowe) na zapiersiu i pierwszym z widocznych sternitów odwłoka są całkowicie zanikłe. Widoczne sternity odwłoka (wentryty) są czarne z pomarańczowymi kropkami przy krawędziach bocznych. Odnóża mają czarne uda i żółte lub pomarańczowe golenie, tylko przy udach trochę przyciemnione.

## Biologia i ekologia
Owad ten zamieszkuje siedliska wilgotne, jak podmokłe łąki, bagna, trzcinowiska i pobrzeża wód oraz położone w ich pobliżu uprawy i sady. Zarówno larwy, jak i imagines są drapieżnikami żerującymi głównie na mszycach (afidofagia). Ich ofiarami padają m.in. Aphis farinosa, Sipha glyceriae i Hyalopterus pruni. Polowania odbywają się m.in. na turzycach, wierzbach i trzcinach. Na trzcinowiskach środkowej Europy gatunek ten często współwystępuje z trzcinówką Anisosticta novemdecimpunctata.
Stadium zimującym u tych chrząszczy jest owad dorosły. Sen odbywa w ściółce i pod zeschłą roślinnością. Na hibernację wybierane są nie tylko pobrzeża wód i olsy, ale chętnie też miejsca suche – skraje lasów, murawy napiaskowe, młodniki sosnowe czy suche łąki.

## Rozprzestrzenienie
Gatunek holarktyczny. W Europie znany jest z Irlandii, Wielkiej Brytanii, Francji, Belgii, Luksemburgu, Holandii, Niemiec, Szwajcarii, Austrii, Włoch, Danii, Szwecji, Finlandii, Estonii, Łotwy, Litwy, Polski, Czech, Słowacji, Węgier, Ukrainy, Mołdawii, Rumunii, Bułgarii, Słowenii, Bośni i Hercegowiny, Serbii, Czarnogóry, Albanii, Macedonii Północnej, Grecji, Turcji i Rosji. W Azji występuje na Kaukazie, Syberii, Rosyjskim Dalekim Wschodzie, w Kazachstanie, Turkmenistanie, Uzbekistanie, Iraku, Iranie, Kirgistanie, Tadżykistanie, Afganistanie, Mongolii, Chinach, Korei i Japonii. W Ameryce Północnej występuje od Alaski i północnej Kanady po Stany Zjednoczone; jego południowa granica zasięgu na tym kontynencie biegnie od środkowej Kalifornii na zachodzie do Karoliny Południowej na wschodzie. Poza tym znany jest z Afryki Północnej, w tym z Algierii.